# Velia
Velia a fost numele roman al unui oraș antic aflat pe coasta Mării Tireniene. Este situat în apropiere de satul modern Novi Velia, lângă Ascea, în provincia Salerno, Italia.
A fost fondată de grecii din Phocaea⁠(d) ca Hyele (în greacă veche Ὑέλη) în jurul anilor 538–535 î.Hr. Numele s-a schimbat ulterior în Ele și apoi Elea (/ˈɛliə/; greacă veche Ἐλέα) înainte de a fi cunoscut sub numele său latin și italian actual în epoca romană.
Orașul era cunoscut pentru că a fost localitatea de reședință a filozofilor Parmenide, Zenon din Eleea și a școlii eleate din care făceau parte.

## Geografie
Locul acropolei din vechiul Elea a fost odată un promontoriu numit Castello a Mare, adică „castel pe mare” în italiană. Acum se află în interiorul localității și a fost redenumit Castellammare della Bruca în Evul Mediu. Orașul s-a dezvoltat ulterior pe câmpia de coastă de dedesubt.

## Istorie

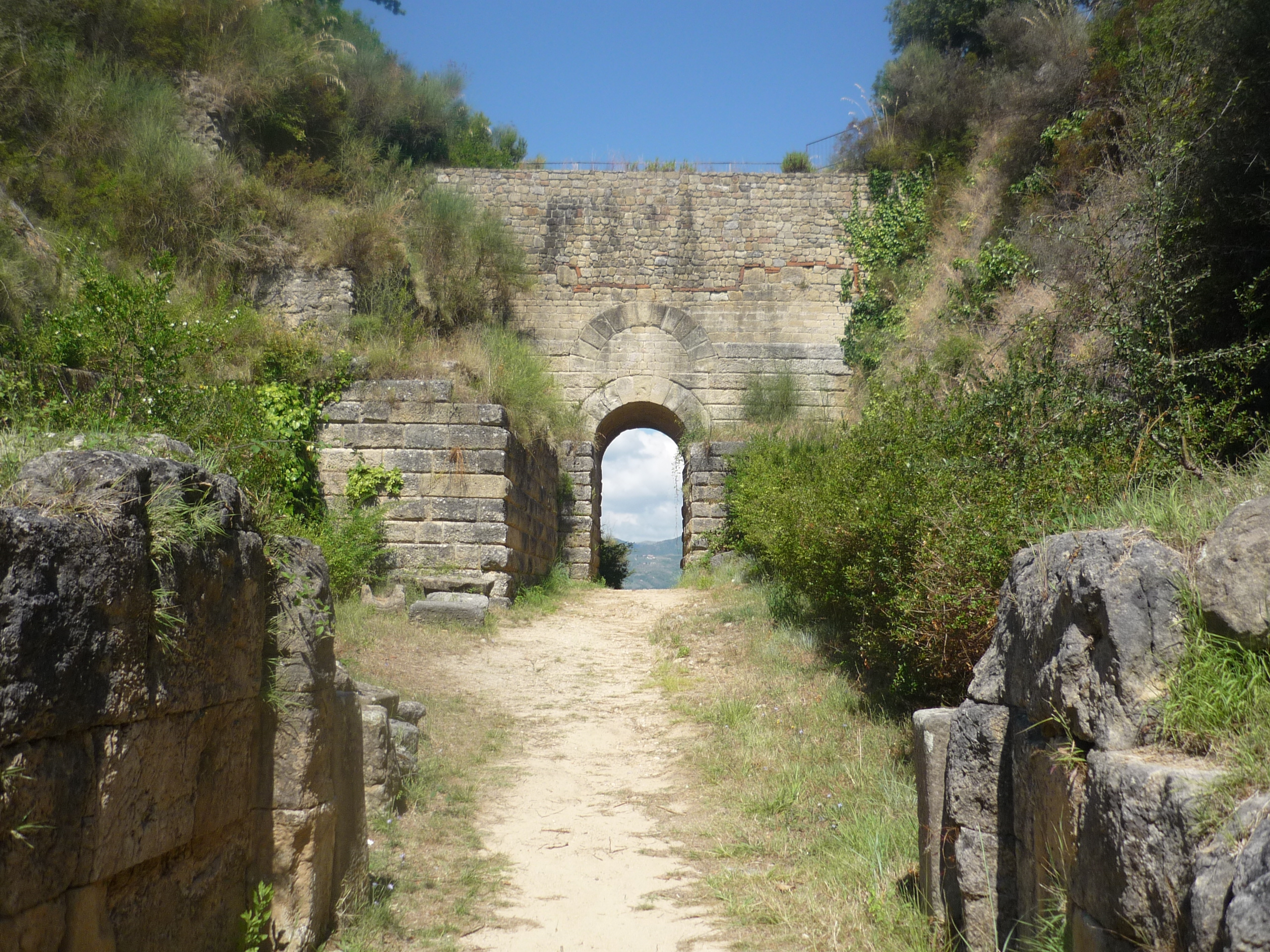
Porta Rosa, din blocuri de gresie, este un exemplar rar al unui arc grecesc, din secolul al IV-lea î.Hr.

Potrivit lui Herodot, în 545 î.Hr. grecii ionieni⁠(d) au fugit din Phocaea⁠(d), în Turcia modernă, care era asediată de perși. După câteva rătăciri (între 8-10 ani) pe mare, s-au oprit în Reggio Calabria, unde probabil li s-a alăturat Xenofan, care se afla pe atunci la Messina, apoi s-au mutat spre nord de-a lungul coastei și au fondat orașul Hyele. Potrivit lui Vergiliu, Velia este locul unde trupul lui Palinurus⁠(d) a ajuns la suprafață pe țărm.
În jurul secolului al V-lea î.Hr., orașul era cunoscut pentru relațiile sale comerciale înfloritoare. De asemenea, a căpătat o importanță culturală considerabilă pentru școala filozofică presocratică, cunoscută sub numele de Școala Eleată, fondată de Parmenide și continuată de elevul său Zenon (renumit pentru paradoxurile sale).
În secolul al IV-lea a intrat în liga orașelor angajate să oprească înaintarea lucanilor, care ocupaseră deja în apropiere Poseidonia (Paestum) și amenințau și așezarea Elea.
S-a alăturat unei alianțe cu Roma în 273 î.Hr. și a fost inclusă în vechea provincie Lucania. Elea a avut relații excelente cu Roma: a furnizat nave pentru războaiele punice (sec. III-II î. Hr.) și a trimis tinere preotese pentru cultul lui Demetra (Ceres), care proveneau din familiile aristocratice locale. A devenit o stațiune de vacanță și de însănătoșire pentru aristocrații romani, poate și datorită prezenței școlii medico-filosofice.
În anul 88 î.Hr., Elea a fost atribuită tribului Romilia⁠(d), devenind municipium roman cu numele de Velia, dar cu dreptul de a păstra limba greacă și de a bate propriile monede. În a doua jumătate a secolului I î.Hr. a servit drept bază navală, mai întâi pentru Brutus (44 î.Hr.) și apoi pentru Octavian (38 î.Hr.). Prosperitatea orașului a continuat până la sfârșitul secolului I d.Hr., când au fost construite numeroase vile și așezări mai mici, împreună cu noi clădiri publice și terme, dar colmatarea progresivă a portului a dus orașul la izolare progresivă și la sărăcirea populației.
De la sfârșitul epocii imperiale, ultimii locuitori au fost nevoiți să se refugieze în partea de sus a Acropolei pentru a scăpa de avansul pământului mlăștinos.

## Situl arheologic

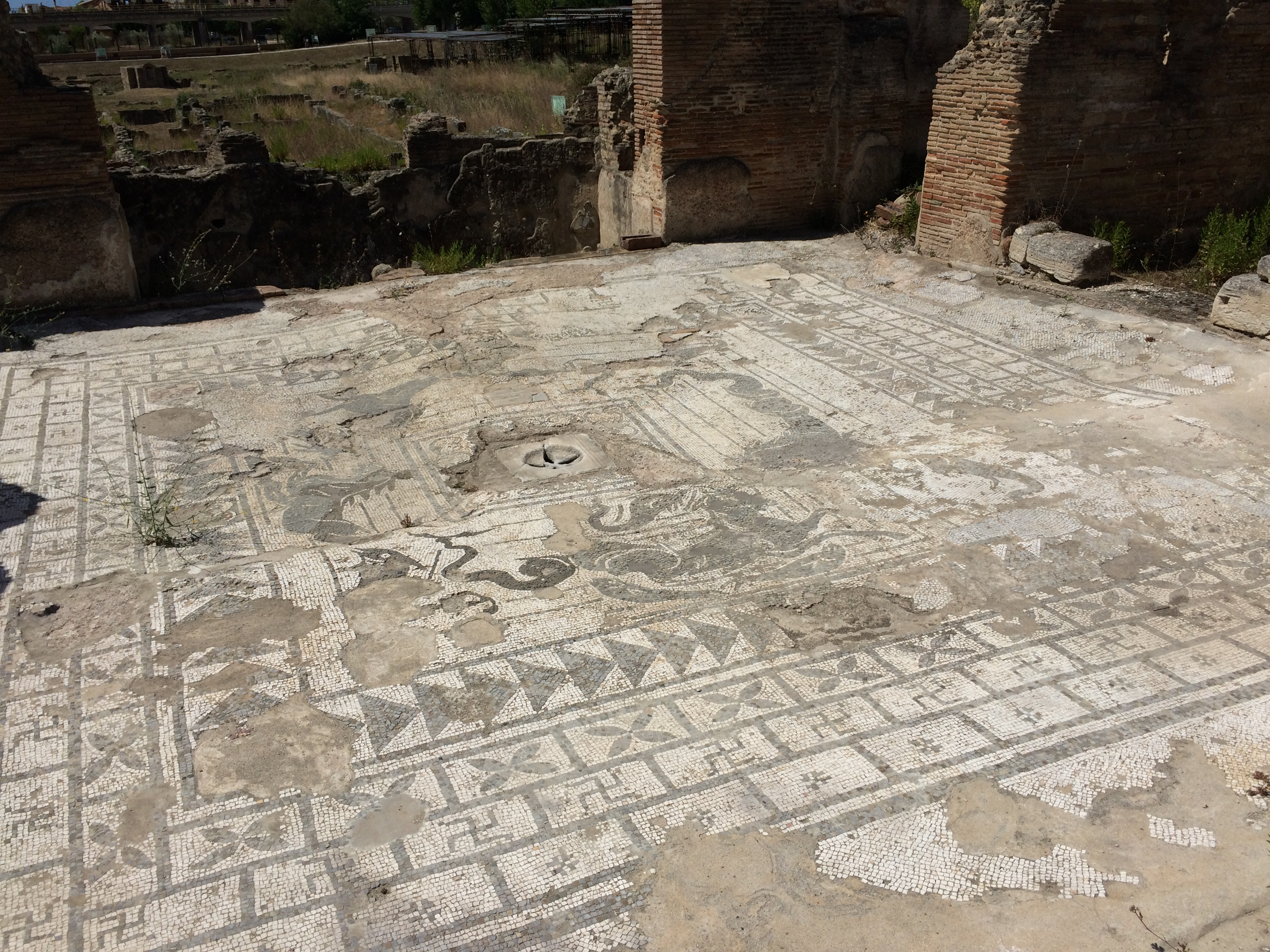
Băi romane

Pot fi văzute rămășițe ale zidurilor orașului, cu urme ale unei porți și ale mai multor turnuri, de o lungime totală de peste trei mile, care aparțin de trei perioade diferite, în toate acestea fiind folosit calcarul cristalin local.
Cărămizi cu ștampile grecești pe ele au fost, de asemenea, folosite în vremuri ulterioare, cu o formă unică, fiecare având două canale dreptunghiulare pe o parte.
Există resturi de cisterne.
În 2022, săpăturile arheologice au dus la descoperirea templului arhaic al zeiței grecești Atena pe acropola din Velia. Cel mai vechi templu datează din 540-530 î.Hr., anii care au urmat bătăliei de la Alalia⁠(d). Două căști grecești din bronz bine conservate, cu design etrusc, găsite acolo, inclusiv fragmente de metal din diverse arme, sunt considerate a fi ofrande către zeiță după bătălie.

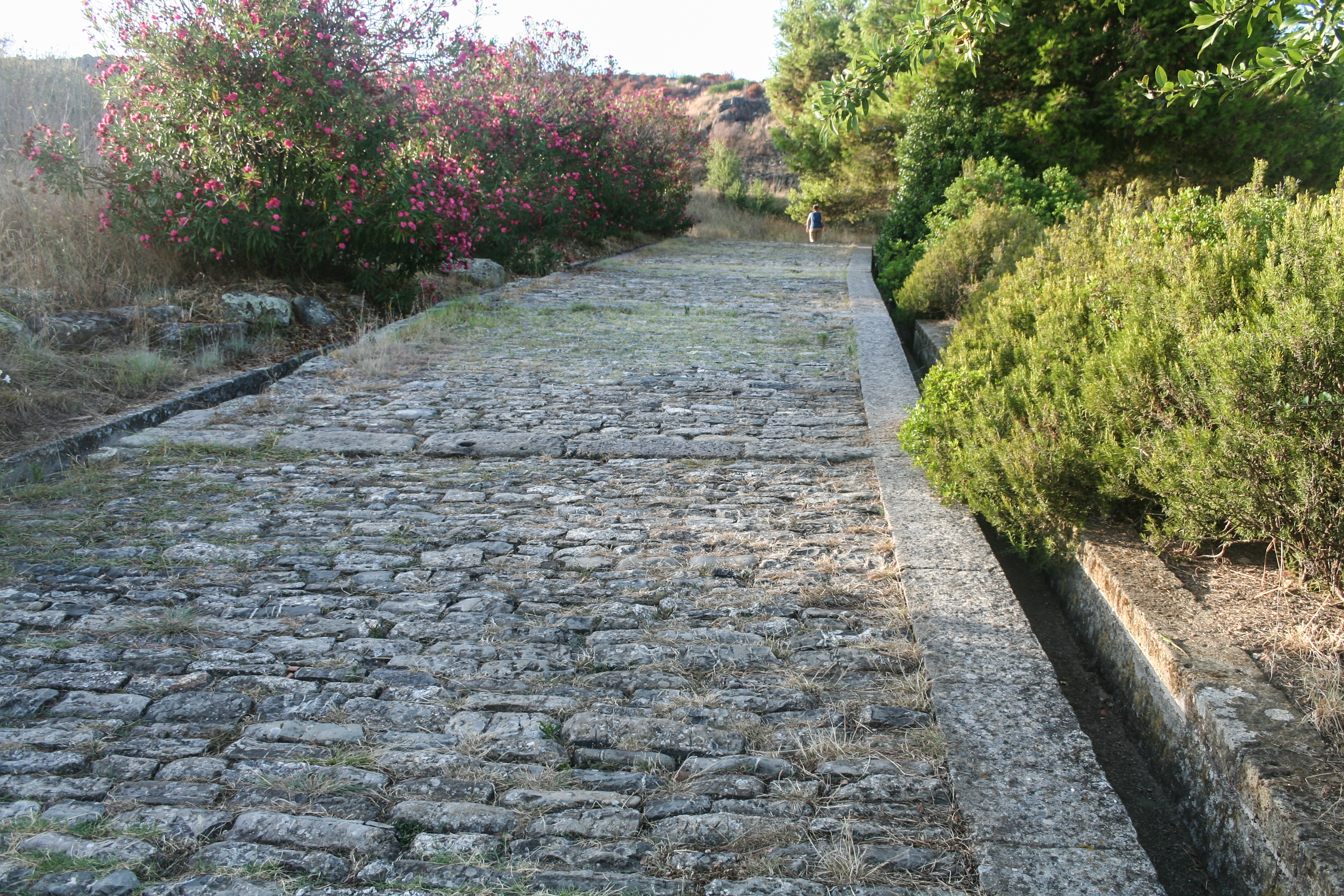
Drumul Porta Rosa a fost strada principală din Elea, aprox. secolele IV-III î.Hr.
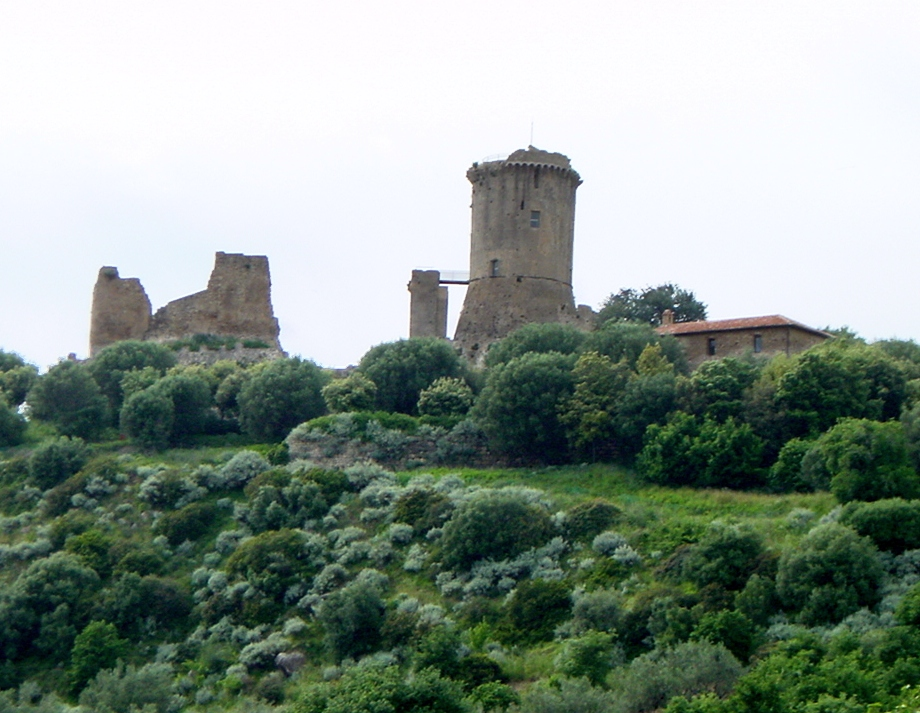
Turnul medieval din Velia construit dintr-un templu grecesc

## Locuitori celebri
- Tatăl poetului roman Publius Papinius Statius s-a născut la Hyele (Silv 5.3.127).
- Parmenide, filozof și fondator al eleaților
- Zenon din Elea, filosof eleat cunoscut pentru paradoxurile sale

### Monede

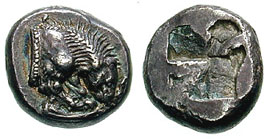
Drahmă antică, circa 535-510 î. Hr.
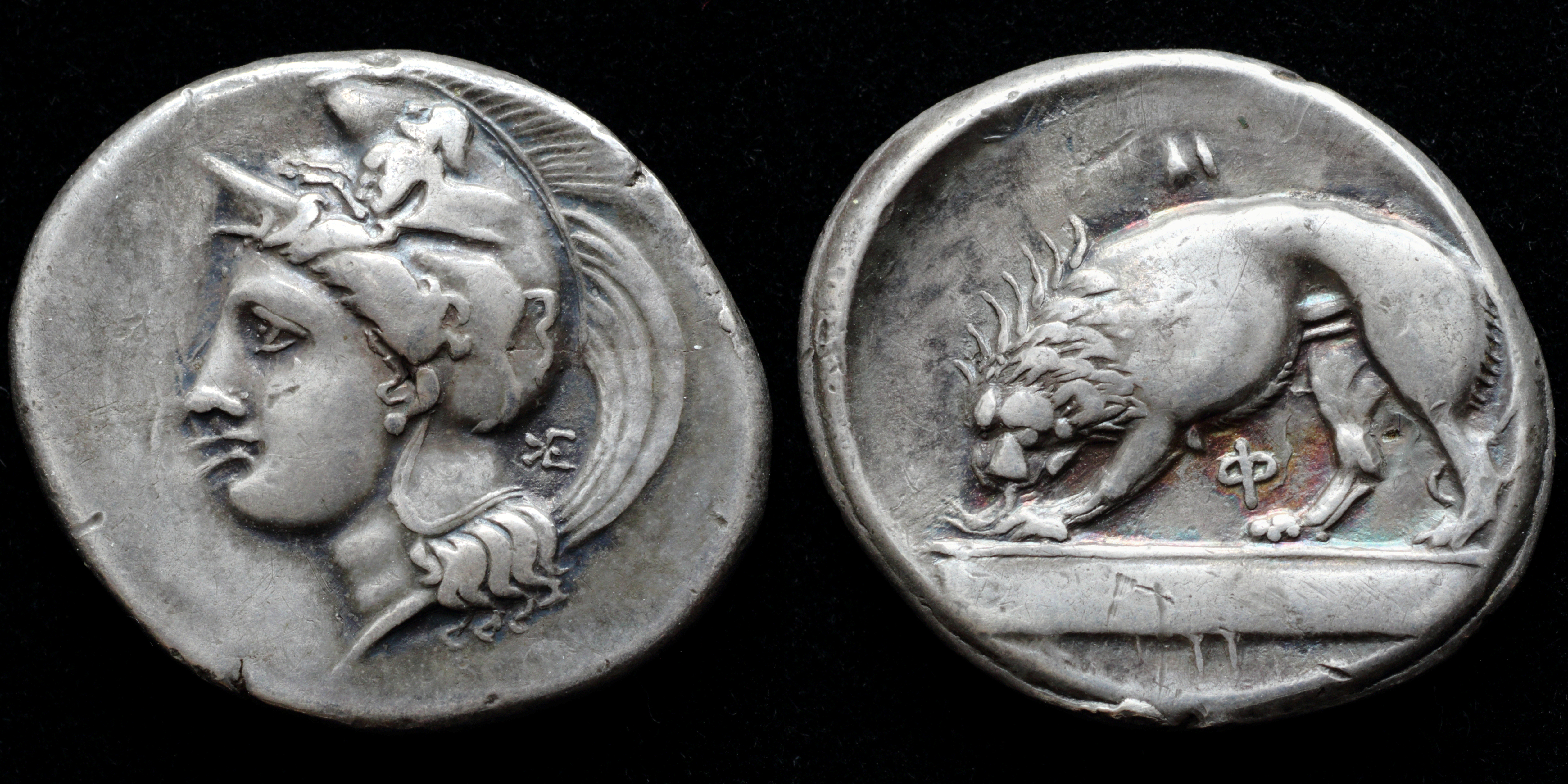
Monedă stater bătută în 334-300 î. Hr.
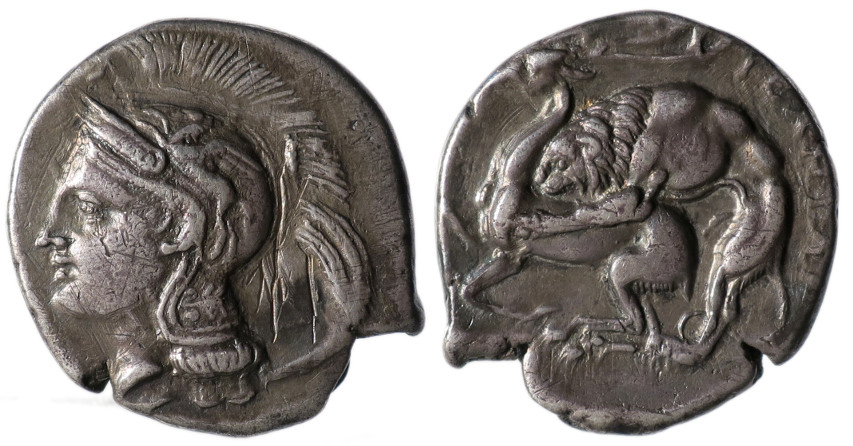
Monedă de argint de la Velia, circa 280 î.Hr., cu Atena pe avers și un leu devorând un cerb pe revers